# Chorozinho-de-papo-preto
Formigueirinho-peitoral ou chorozinho-de-papo-preto (Herpsilochmus pectoralis) é uma espécie de ave da família Thamnophilidae. É endémica do Brasil.
Seus habitats naturais são: florestas secas tropicais ou subtropicais e florestas subtropicais ou tropicais húmidas de baixa altitude. Está ameaçada por perda de habitat.